# Tarcondimot II
Tarcondimot II Filopàtor (en llatí Tarcondimotus, en grec antic Ταρκονδίμοτος) va ser rei de Cilícia, fill i successor de Tarcondimot I Filantoni quan el seu pare va morir l'any 31 aC.
Es va separar de l'aliança amb Marc Antoni, a la que el pare havia estat fidel, després de la batalla d'Àccium l'any 31 aC i es va unir a Octavi, però aquest encara que li va permetre conservar la corona, el va castigar i li va arrabassar una part de la Capadòcia Pòntica que governava.
Va morir circa l'any 17 aC i el va succeir el seu fill Tarcondimot III.